# آلن کارلت
آلن کارلت (انگلیسی: Alan Carlet؛ زادهٔ ۱۲ ژانویهٔ ۱۹۷۷) بازیکن فوتبال اهل ایتالیا است.
از باشگاه‌هایی که در آن بازی کرده‌است می‌توان به باشگاه فوتبال اسپتزیا، باشگاه فوتبال پیستویزه، باشگاه فوتبال کالیاری، باشگاه فوتبال رجانا، باشگاه فوتبال پیزا، باشگاه فوتبال نووارا، باشگاه فوتبال بوتو پلوودیو، و باشگاه فوتبال پرو ورچلی اشاره کرد.